# Bermeo
Bermeo é um município da Espanha na província da Biscaia, comunidade autónoma do País Basco. Tem 34,2 km² de área e em 2021 tinha 16 784 habitantes (densidade: 492,2 hab./km²). A vila, fundada em 1236, foi capital da Biscaia de 1476 até 1602.
Trata-se de uma vila marcada pela tradição marítima, já que a sua economia baseia-se em grande parte na pesca e conservas de peixe. O município possui variados atrativos turísticos, como a ermida de San Juan de Gaztelugatxe, a torre Ercilla (Museu do Pescador), o portal de San Juan, o seu acolhedor porto, entre outros.

## Bairros
O município é formado por 10 bairros:
| - Arana - Artike - Agirre - San Andres |  | - Almike - Arronategi - San Migel - Demiku |  | - Mañu - San Pelaio |

## Limites
- Norte: Golfo de Biscaia
- Oeste: Baquio
- Leste: Mundaka
- Sudoeste: Mungia e Meñaka
- Sul: Busturia e Arrieta

## Clima
Bermeo, tal como a Cornija Cantábrica do País Basco, caracteriza-se pela influência do clima oceânico. As chuvas estão divididas durante todo o ano, sendo mais abundantes na primavera e sobretudo ao outono (novembro/dezembro).
As temperaturas são suaves em geral, com invernos não muito frios e verões não muito quentes. A temperatura máxima registada é de 45°C e a mínima -9°C. Nos meses de inverno a temperatura média é de cerca de 9°C e ao verão cerca de 20°C

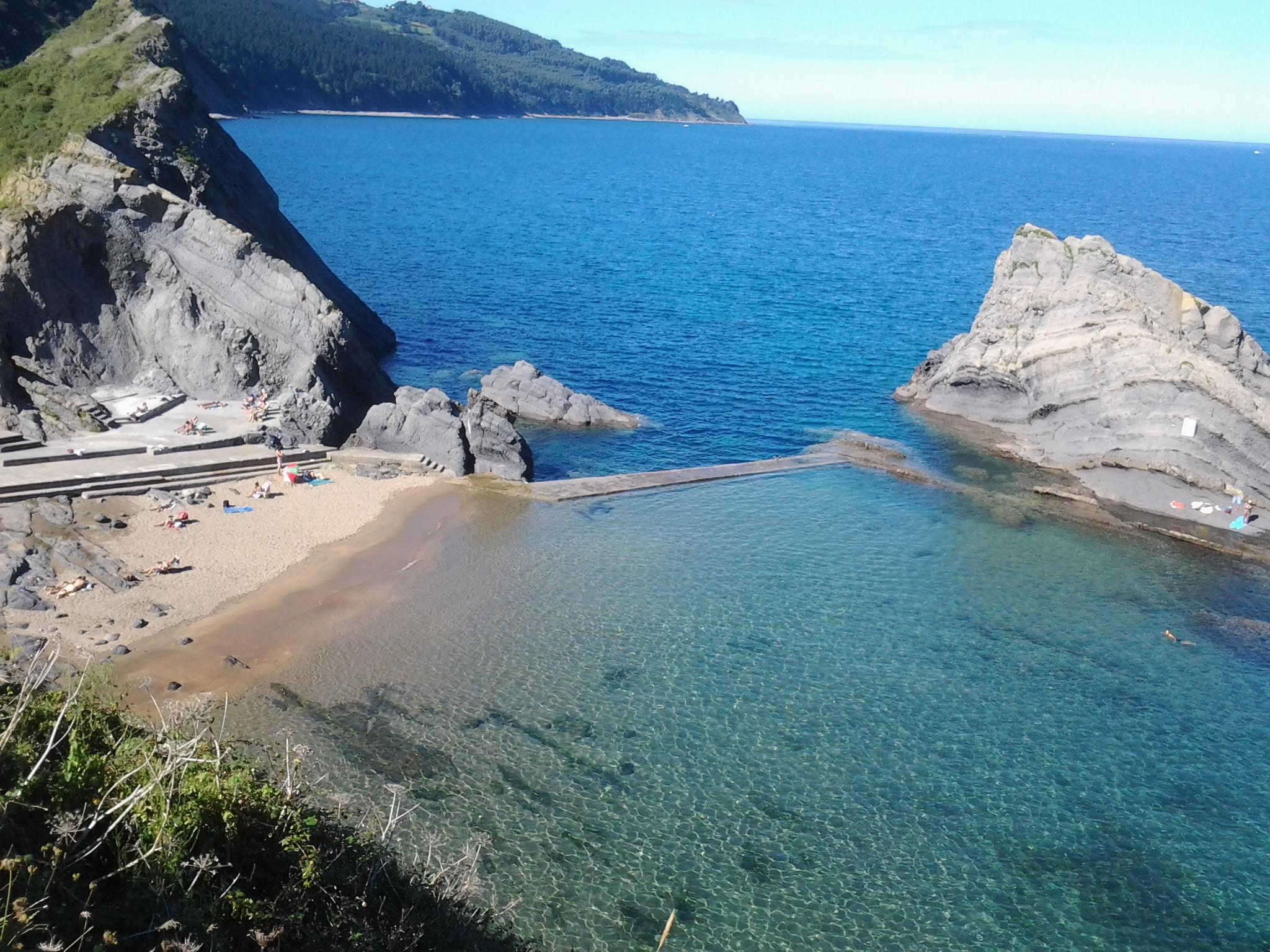
Praia do Aritzatxu

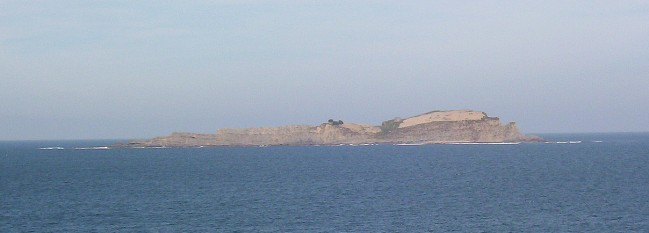
Ilha do Izaro

Temperaturas
- Média das temperaturas máximas

- - Janeiro: 13°C
  - Fevereiro: 15°C
  - Março: 16°C
  - Abril: 17°C
  - Maio: 20°C
  - Junho: 23°C
  - Julho: 25°C
  - Agosto: 26°C
  - Setembro: 24°C
  - Outubro: 20°C
  - Novembro: 16°C
  - Dezembro: 14°C

- Média das temperaturas mínimas

- - Janeiro: 5°C
  - Fevereiro: 5°C
  - Março: 6°C
  - Abril: 7°C
  - Maio: 10°C
  - Junho: 13°C
  - Julho: 15°C
  - Agosto: 16°C
  - Setembro: 13°C
  - Outubro: 10°C
  - Novembro: 7°C
  - Dezembro: 6°C

## História

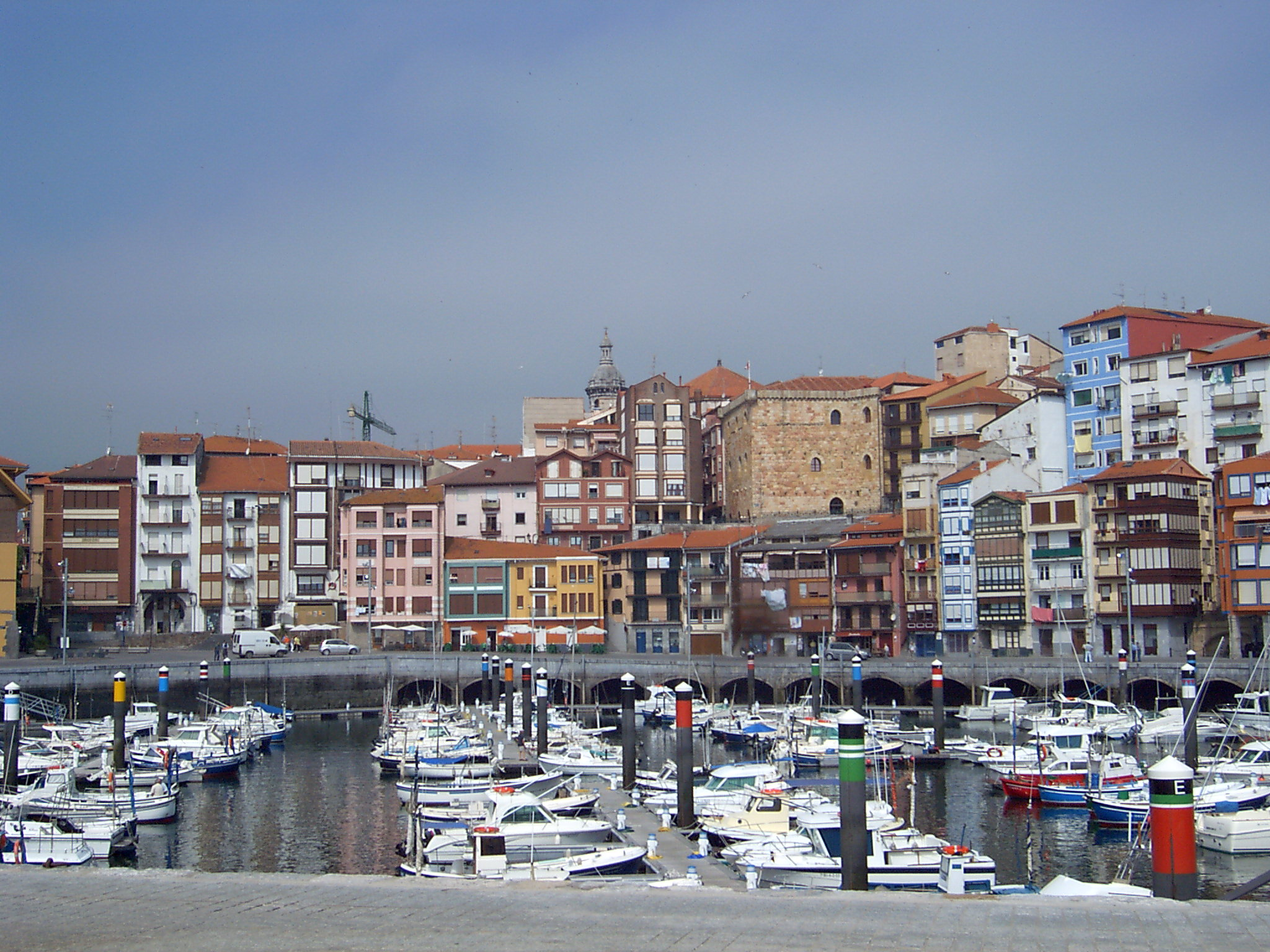
O Porto

A notícia documental mais antiga de Bermeo é a consignada na doação que fizeram o primeiro Senhor de Biscaia, Don lñigo López "Ezkerra" e a sua esposa Dona Toda, de herdades em Santo Joan de Gaztelugatxe, Bermeo ao mosteiro de São João da Penha no ano de 1051. Anos mais tarde, em 1082, volta a citar-se o nome de Bermeo na doação que fizeram Don Lope lñiguez, segundo Senhor, e a sua esposa Dona Tecla, ao Mosteioo de Santo Millán da Cogolla, da Igreja de "Sancti Michaelis Arcangeli in Portu de Vermelio". Estes documentos descrevem a antiguidade de Bermeo, que poderia remontar a épocas muito anteriores., já que algumas lendas situam a fundação do antigo porto dos Amanos em Túbal, descendente de Noé, 150 anos depois do dilúvio, ou pelos romanos ao século I a.C. quando era imperador Flávio Vespasiano.
Deu-lhe foro e título de vila Don Lope Díaz II de Haro, Senhor de Biscaia, e ainda que o documento não tenha data, sem dúvida foi expedido em 1236. O rei Dom Afonso X, o Sábio encontrando-se no cerco do castelo de Unzueta do Vale de Orozco, em 12 de agosto de 1277, confirmou este privilégio.
Posteriormente, em 18 de março de 1285, o oitavo Senhor, Don Lope Díaz de Haro, ampliou e melhorou os seus termos, e o mesmo fez o Senhor Don Tello, por privilégio expedido em 25 de abril de 1366.
Vários senhores de Biscaia e ao mesmo tempo reis castelhanos confirmaram os foros e privilégios da vila à Igreja de Santa Eufémia. Entre eles, Fernando o Católico, que a 31 de julho de 1476 confirmou a vila como "Cabeça de Biscaia", título que Bermeo fazia tempo empregava e que lhe foi arrebatado em 1602 depois de levar e longo pleito interposto pelos próceros que governavam Bilbau e outras instituições do Senhorio, que não se vão resignar ao facto de que, ainda que de forma simbólica, Bermeo continuasse a exibir tal distinção.

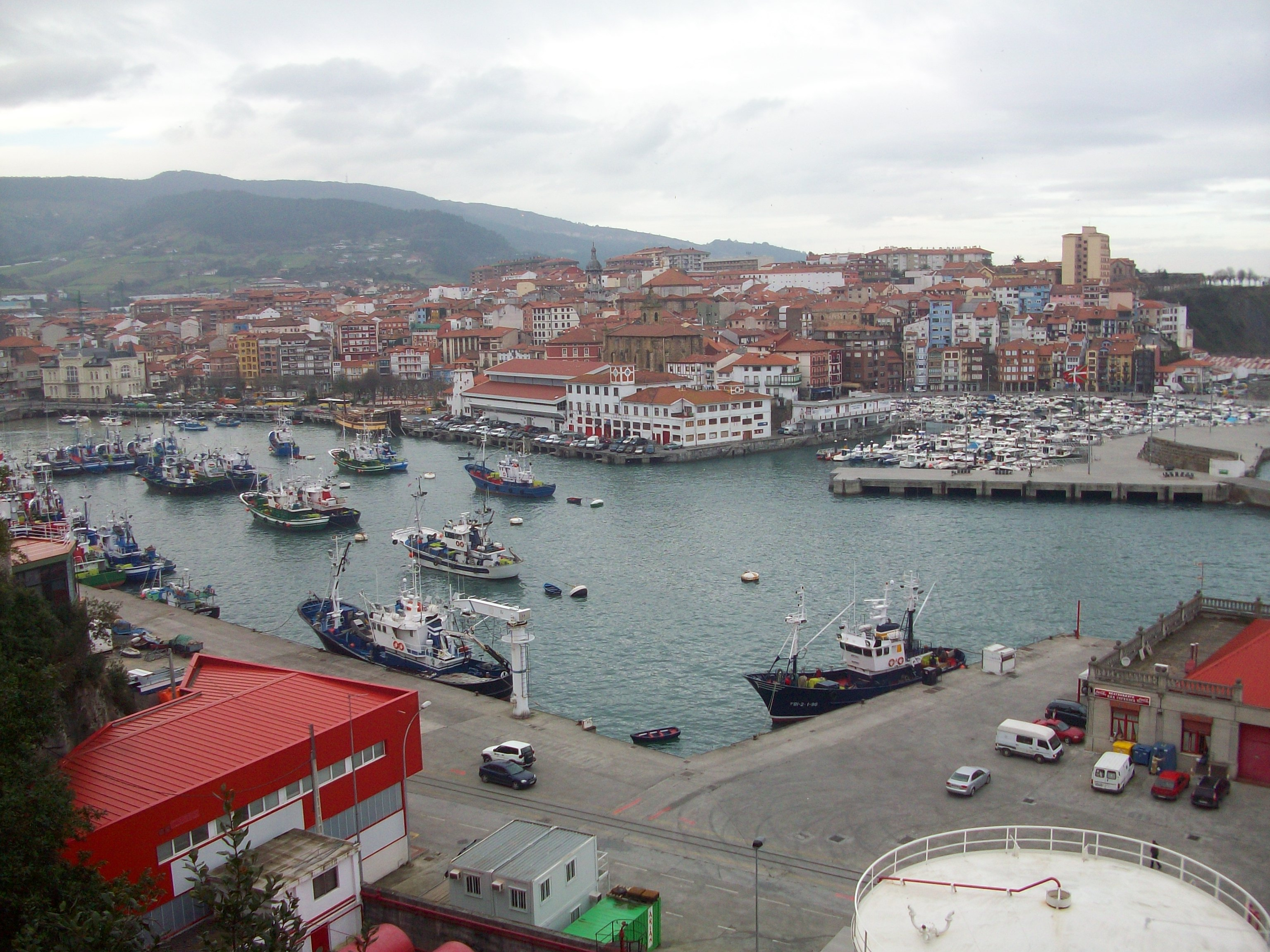
Bermeo

No entanto, a primazia que Bermeo veio mantendo em relação às outras vilas e anteigrejas traduz-se no facto de as Juntas Gerais terem o primeiro voto e assento, e quando falavam os seus procuradores costumavam descobrir os seus cabes os outros que se encontravam na Junta. Atualmente, o chefe idoso e de barbas que figura como uma das armas do seu escudo heráldico, patenta e perpetua com toda justiça o arrebatado título.
A importância que teve Bermeo pode ser deduzida dos numerosos privilégios e isenções que conseguiu dos Senhores e dos Reis. Infelizmente os diversos incêndios que padeceu a vila destruíram todos estes documentos, embora se conheça perfeitamente a sua enumeração e as suas datas de outorgamento. Isto mostra o prestígio que manteve a vila e o favor do que sempre desfrutou.
As lutas dos banderizos vizcaínos vão turbar a vida de Bermeo durante o século XV e juntamente com os incêndios que tinha sofrido em séculos anteriores (concretamente nos anos 1297, 1347, 1360 e 1422) arruinaram Bermeo e fizeram que a sua população diminuísse continuamente.
Por outro lado, a fundação da Vila de Bilbau em 1300 contribuiu notavelmente para a decadência de Bermeo.
Mais tarde, novos incêndios, um deles o de 1504 que afetou toda a vila, vão ser golpes de desgraça e desolação, fazendo perigar inclusive a sua própria sobrevivência.

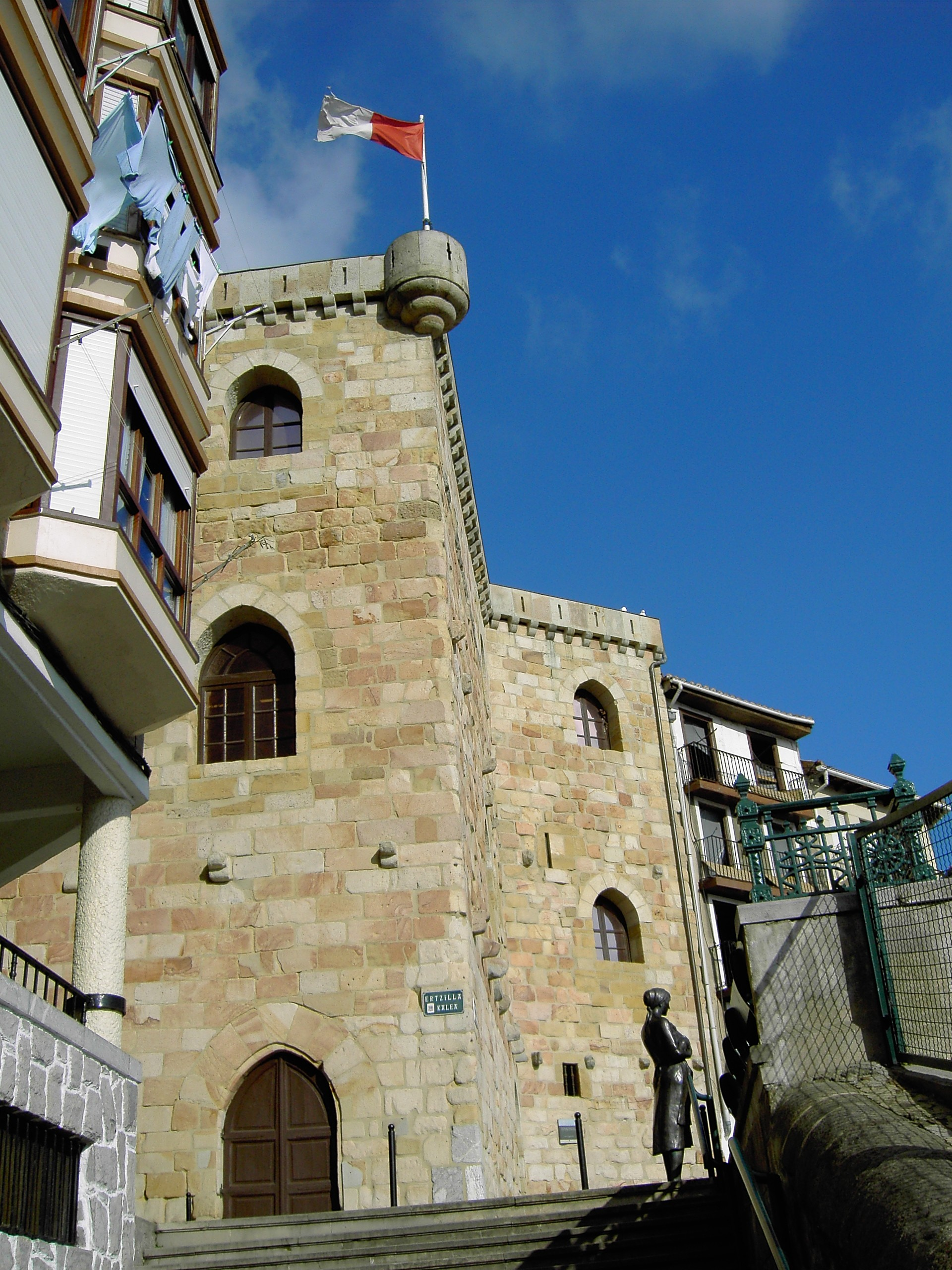
Torre Ercilla

Apesar dos padecimentos sofridos, Bermeo, durante o século XVI, manteve o seu prestígio, do que dão fé, por exemplo, a ratificação das Ordens da Confraria de Pescadores em 7 de abril de 1527; a confirmação pelo rei Carlos V de anteriores privilégios no sentido que "nem os vizinhos de Bermeo, nem as suas mercadorias, nem estrangeiro que viesse a Bermeo com as suas mercadorias, fosse preso senão por dívida própria ou por fiança", dado em Madrid em 10 de março de 1546; e o aposento concedido ao Convento de São Francisco pelo Papa Paulo lV por bula datada no ano 1563, etc.
No entanto, Bermeo ostenta durante o século XVI, a despeito da sua adversa sorte, uma dualidade "pesca-comércio" e mantém a maior e melhor frota pesqueira da península, ao mesmo tempo que os seus navios mercantes continuam a velha rivalidade secular com o porto de Bilbau.
O século XVIII marca para Bermeo uma etapa de franca florescida, tido de fundamentalmente, ao desenvolvimento gradual da atividade pesqueira, que até então vendia com a do comércio. Retoma a sua dedicação a pesca-a e com ela se inicia também um período de uma importante atividade construtiva em berços, ruas, edifícios, ribeiros, quebra-mares, etc., a qual coisa produz um apreciável desenvolvimento urbano e um considerável aumento da sua população, bem como uma em massa implantação de "oficinas ou escritórios de salgar peixe" e indústrias auxiliares da pesca, como a construção naval com os seus carpinteiros de ribeira e calafates.
Depois de novas convulsões provocadas pela invasão napoleónica e pelas guerras carlistas, em 1872 experimenta Bermeo um extraordinário auge, com uma florescente situação económica motivada pelas importantes capturas de pesca. Isto permitiu empreender importantes obras de infraestrutura e de construção de edifícios e de serviços públicos, muitos dos qual chegaram até aos nossos dias. A reconstrução da Casa Consistorial, o antigo matadouro, a igreja de Santa Maria são desta época. Converte-se assim, depois de Bilbau, na localidade vizcaína mais povoada e em melhor estado económico.
Depois, no século XX, Bermeo lançou-se ao mar com maior impulso que nunca, com todos os avanços tecnológicos, chegou a uma extraordinária situação de florescimento e manteve-se na vanguarda das frotas pesqueiras de pesca no litoral. Possui também uma importante frota de altura, assim como uma extraordinária estruturação industrial pesqueira.

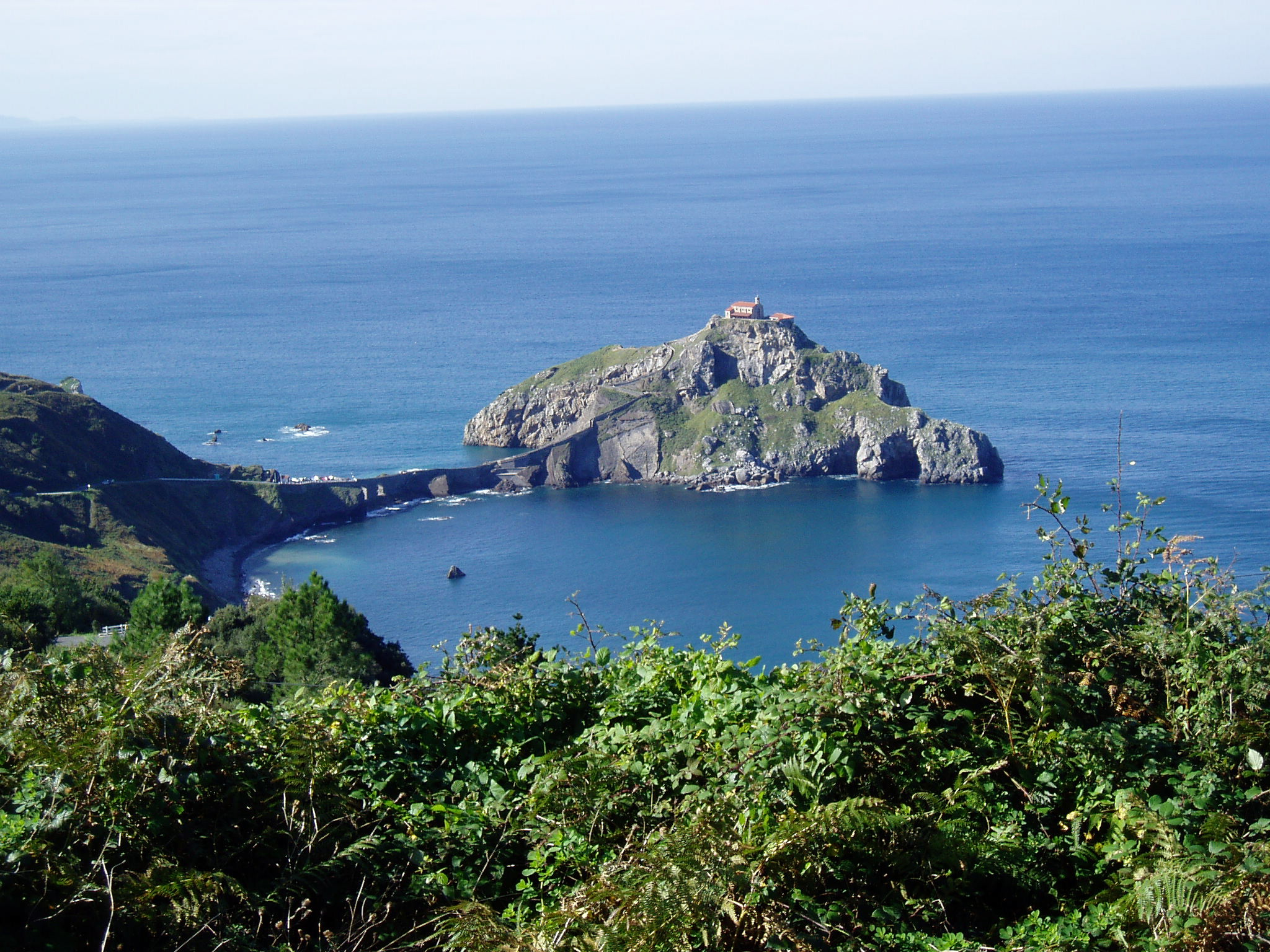
San Juan de Gaztelugatxe

## Geografia
No seu termo municipal encontram-se alguns dos acidentes geográficos mais conhecidos da costa vizcaína como o cabo Matxitxako, a ilha de Izaro, a ilhota de Akatz ou San Juan de Gaztelugatxe. Na localidade encontra-se a praia de Aritzatxu.

## Demografia
Devido à imigração vinda na industrialização da década de 1960 a população cresceu de uma maneira importante. Na década de 1990 e até ao ano 2000, a população diminuiu, mas desde esse mesmo ano,a imigração voltou a aparecer na vila e a população, apesar de pequenas variações, voltou a crescer.
| Ano        | 1704   | 1784   | 1850   | 1900   | 1925   | 1960   | 1965   | 1970   | 1975   | 1981   | 1986   | 1991   | 1996   |
| ---------- | ------ | ------ | ------ | ------ | ------ | ------ | ------ | ------ | ------ | ------ | ------ | ------ | ------ |
| Habitantes | 1 408  | 3 711  | 5 377  | 9 636  | 11 525 | 13 556 | 15 846 | 17 384 | 17 485 | 18 312 | 18 333 | 17 923 | 17 176 |
| Ano        | 2001   | 2004   | 2007   | 2008   | 2010   | 2011   | 2012   | 2019   |        |        |        |        |        |
| Habitantes | 16 938 | 16 901 | 17 429 | 17 069 | 17 026 | 17 078 | 17 144 | 16 765 |        |        |        |        |        |

## Economia
A economia de Bermeo baseou-se maioritariamente na atividade pesqueira. O porto foi a principal fonte de rendimentos da localidade. Bermeo possui uma importante frota de altura e a frota de pesca no litoral mais importante de País Basco. A confraria de pescadores "San Pedro" é uma das mais importantes de Biscaia, tendo grande atividade e entrada de peixe.

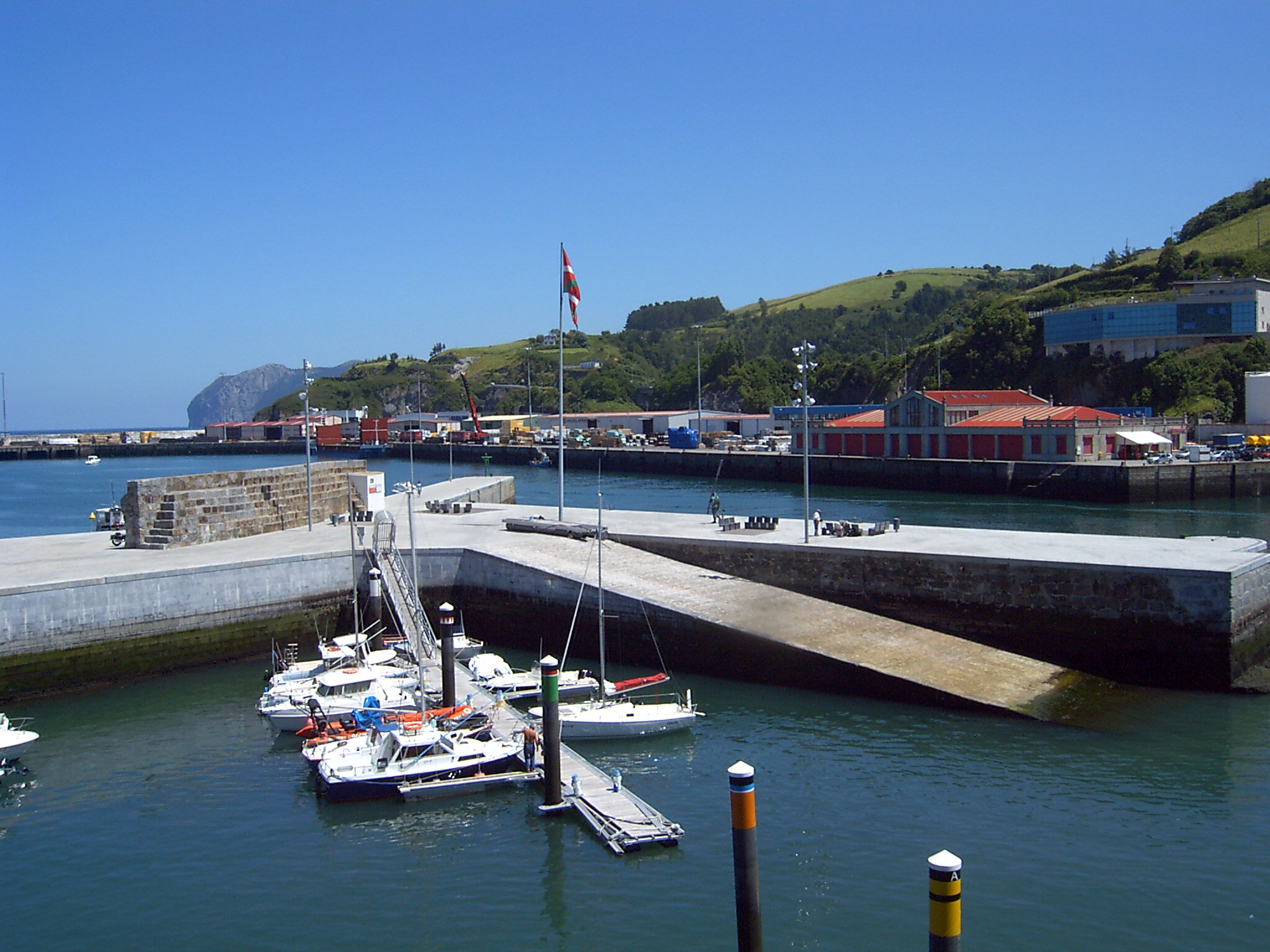
Puerto comercial do Bermeo

Ademais, existem várias empresas dedicadas a conserva-las de peixe entre as quais fazem falta destacar "Zallo", "Serrats" e "Salica", entre outras. Mas a indústria não se baseia unicamente as conservas de peixe, existem várias empresas atadas ao sector marítimo dedicadas à fabricação de motores diesel e artigos para embarcações ("Wartsila Ibérica").
No porto não só se trabalha com o peixe, pois existe uma zona portuária comercial que recebe diversa matéria primeira durante todo o ano. Encontram-se no mesmo local empresas de consignação de navios e grandes armazéns.
Encontram-se na localidade também diferentes empresas atadas à indústria madeireira. Também o centro de inovação "DenokInn" está destinado ao estudo de novas alternativas de trabalho e criação de ocupação.
Outra empresa importante é a plataforma de gás "La Gaviota", a qual trata o gás proveniente da plataforma marítima com o mesmo nome.

## O porto
Bermeo ganhou importância como porto durante a Idade Média. Naquele tempo a pesca e o comércio eram protagonistas. O porto é dos mais importantes do País Basco, sendo o mais importante quanto à pesca litoral.
Atualmente, devido aos investimentos realizados pelo governo basco, a localidade recuperou a sua atividade mercantil. Além disso, desde 2006 possui um porto desportivo. De destacar ainda o seu polo industrial e comercial.
Dados
Entrada do porto
- Largura: 90 metros
- Profundidade: 6 metros
- Dirige: Este - norte-leste.

Cais Xixili
- Metros: 140
- Profundidade: 0.6 mt.
- Superfície: 3 100 metros quadrados.
- Armazéns cobertos: -

Cais Erroxape
- Metros: 520
- Profundidade: 0.6 mt.
- Superfície: 60 000 metros quadrados.
- Armazéns cobertos: 12.000 metros quadrados.

Serviços
- Estaleiros
- Fundeadouros
- Gruas (De 12 toneladas)
- Oficinas de reparo, carpintarias.
- Fornecimentos de água.

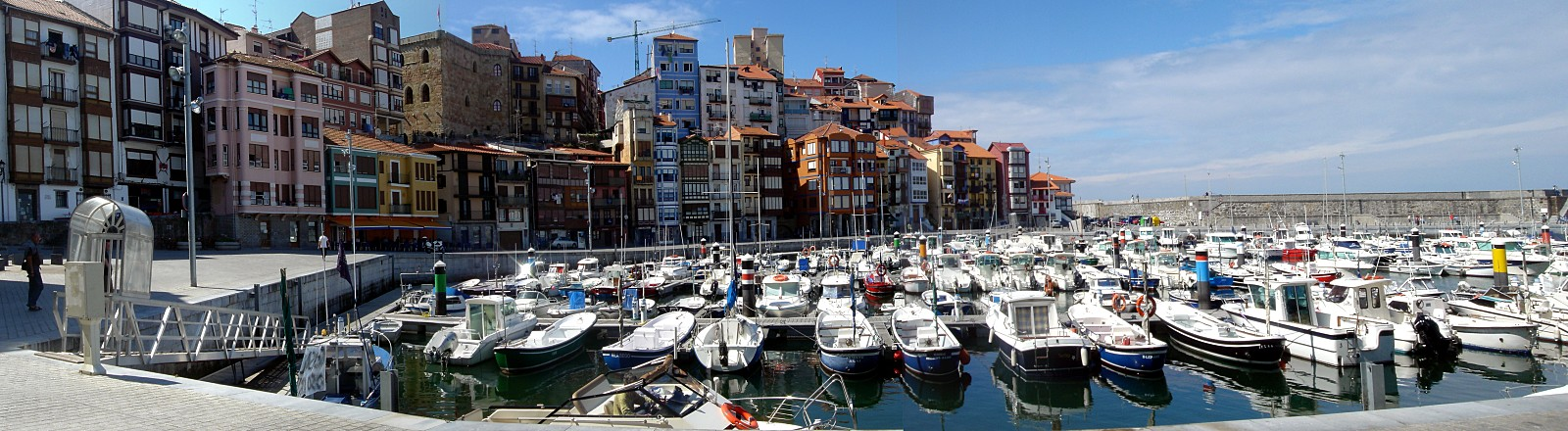
Porto esportivo de Bermeo

- Abastecedores de combustível: gasóleo.
- Tomadas de eletricidade.
- Balanças: 3 (de 40 e 60 toneladas)
- Recolha de óleos usados.
- Escritório portuário: Cais Matxikorta.
- Capitania marítima: Cais Erroxape.
- Bermeoko Lebazaliek e Mendieta Ou.T.I: Fraile leku rua 1.
- Casa do Mar (Instituto Social da Marinha): Arrantzaleen kofradia rua 1.
- Cruz Vermelha - Gurutz Gorria (Salvamento Marítimo): Cais Matxikorta.

O porto tem ainda a confraria de pescadores "San Pedro", fábricas de gelo, fábricas congeladoras e viveiros, entre outros.

## Turismo

### Lugares de interesse
- San Juan de Gaztelugatxe

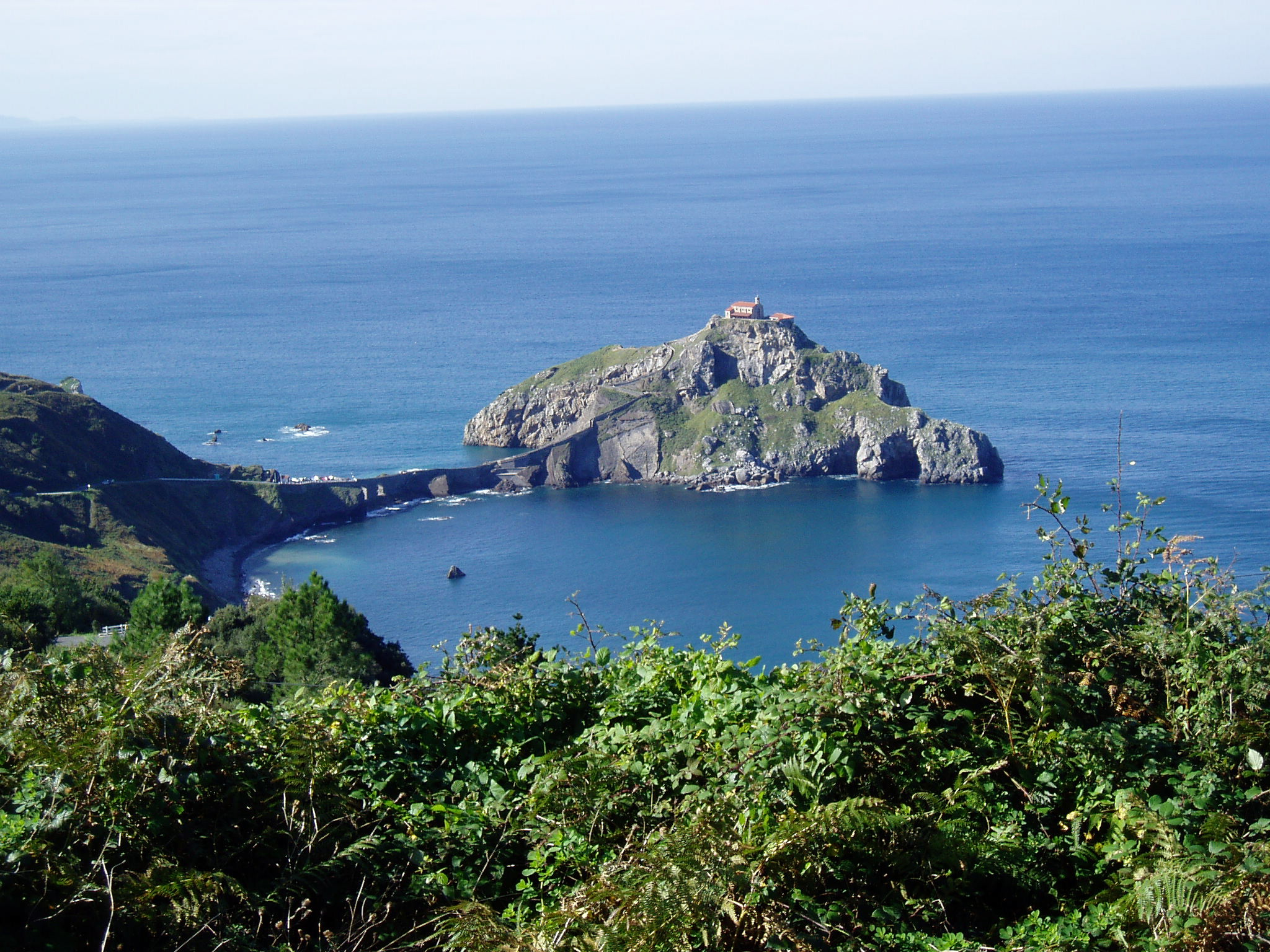
San Juan de Gaztelugatxe

Tomando a estrada para Bakio encontra-se o farol de Machichaco, no cabo do mesmo nome. Continuando o caminho chegaremos à ilha de Akatz, junto à penha de San Juan de Gaztelugatxe. Esta penha é sim um ilhéu unido a terra mediante uma ponte no que no século XIV teve um castelo e onde hoje em dia se situa a ermita de São João. A cada 24 de junho realiza-se uma romaria de Bermeo até ao penhasco, onde vão centenas de pessoas vindas de toda Biscaia e de outros muitos lugares. A 29 de agosto celebra-se uma missa em honra ao santo e celebra-se no dia de São João Batista. A 31 de dezembro, é oficiada outra missa para despedida do ano.
Este lugar é o lugar turístico do País Basco por excelência, já que recebe milhares de visitantes durante o ano. O ilhota e os arredores estão considerados reserva protegida.
- Ilha Akatz

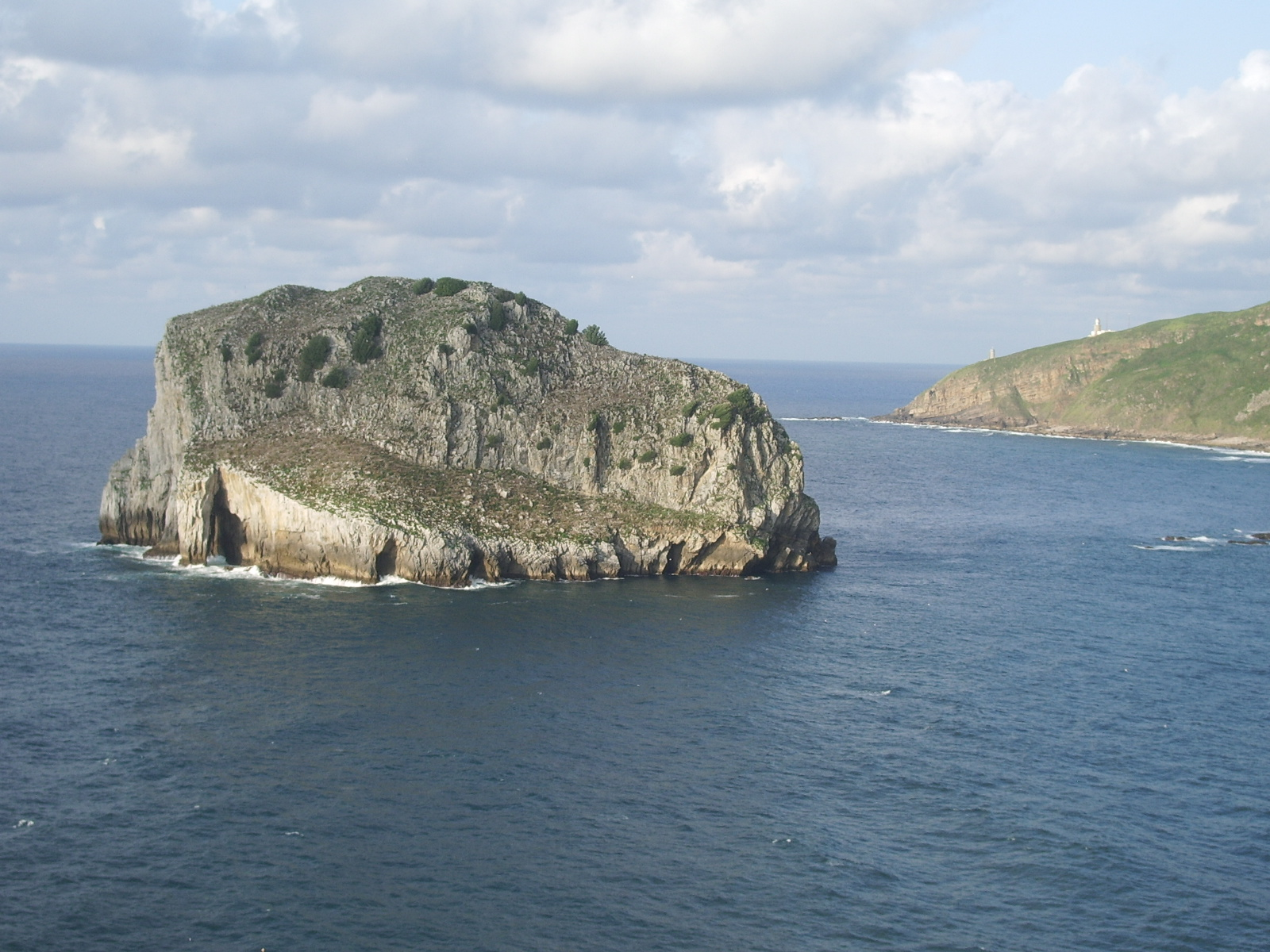
Ilha Akatz

O ilhota mais conhecido como "Akatz", está situado entre o cabo Machichaco ou Matxitxako e San Juan de Gaztelugatxe. É um rochedo, com escassa vegetação; alberga uma importante população de aves.
- Cabo Machichaco

No cabo Machichaco situa-se o faro que tem o mesmo nome. Existem o farol antigo, atualmente em desuso, e o novo que é o que está em funcionamento. O lugar oferece formosas vistas de toda a costa vizcaína e inclusivamente podem ser avistados cetáceos.
- Ilha Izaro

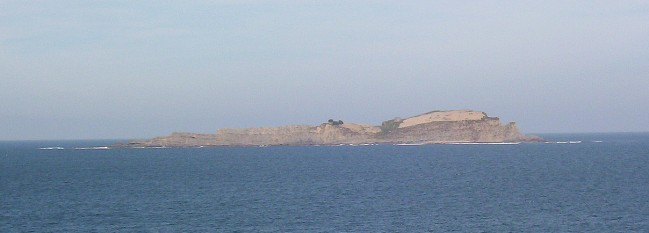
Ilha Izaro

Esta ilha está situada na entrada para a Reserva da biosfera de Urdaibai. Na parte alta da ilha teve um convento de franciscanos até o século XIII. Posteriormente construiu-se a Ermida da Magdalena. Junto com ria-a de Urdaibai é zona ecológica protegida onde diversas aves criam as suas crias.
- Capacete Histórico

Multicoloridas casas de pescadores com reminiscências medievais bordejam as encantadoras ruas, praças e porto velho de Bermeo.
- Praia Aritzatxu

Aritzatxu é uma cala de pequenas dimensões a qual oferece um lugar excelente para tomar o sol durante a primavera e o verão e tomar um banho em suas limpas águas. A praia dispõe de serviço de salvamento, agente de praia, serviços WC e outros.

### Edifícios de interesse
- Torre Ercilla (Museu do Pescador)

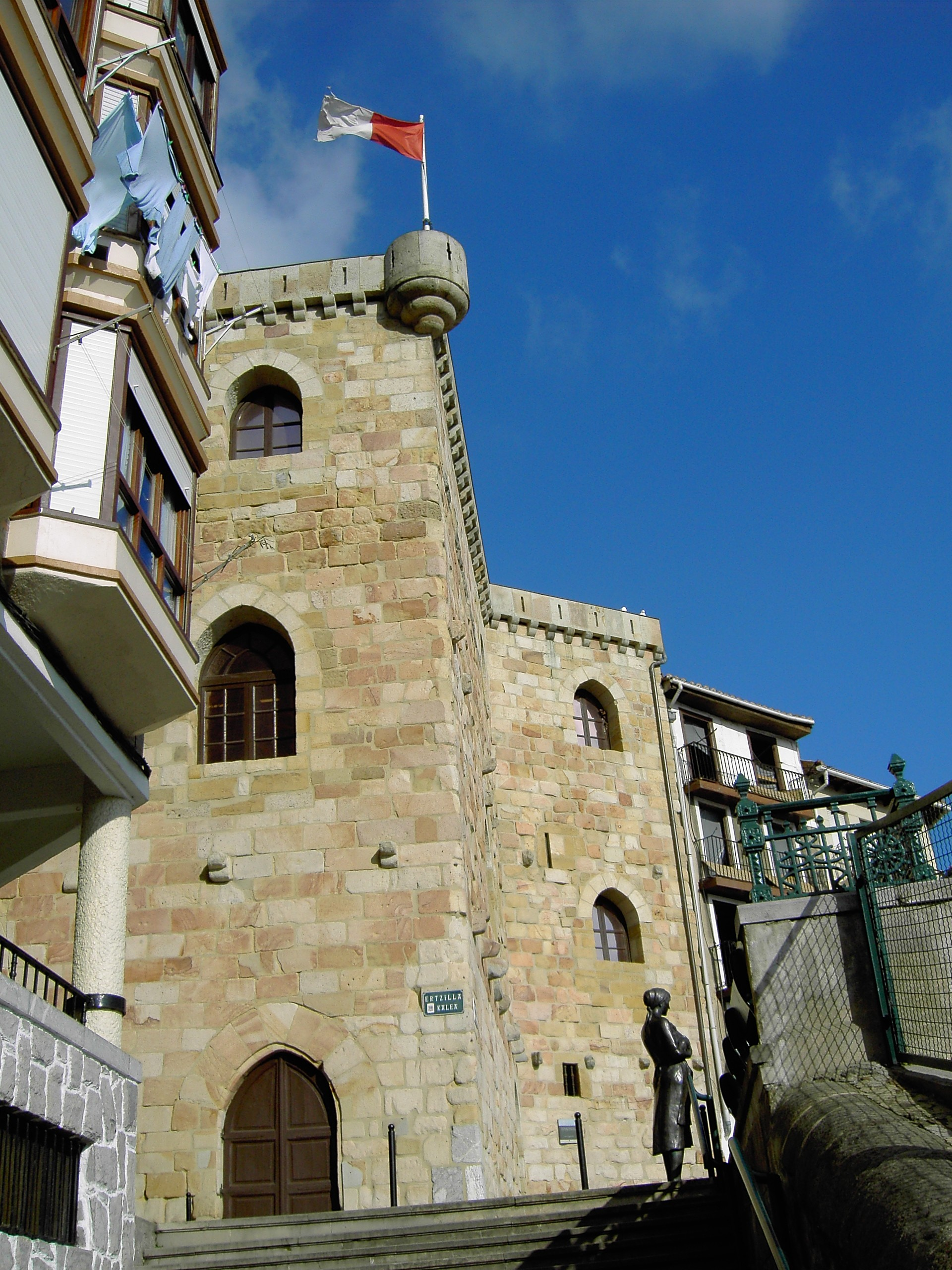
Torre Ercilla.

Foi uma das 30 torres que defendiam Bermeo na Idade Média e a única torre que fica em pé. Está situada estrategicamente sobre o porto velho e foi construída no final do século XV. É uma casa-torre, o lar dos Ercilla. Desta família são famosos Fortún García de Ercilla e Alonso de Ercilla e Zúñiga, autor de A Araucana. Durante séculos a torre foi descuidada, esquecendo-se seu cometido militar; serviu de lonjas, casa de pescadores e armazenes de pescado. No ano 1948 reformou-se a fachada, encontrando-se arcos góticos e sateiras, e nomeou-lha Museu do Pescador. Em 1984 e 1985 fizeram-se mais reformas.
- O Casino

Obra de Severino Atxukarro. Edificou-se em 1894 e derrubou-se em 1983 em consequência de umas inundações. Reedificada de novo, esta obra está considerada dentro do ecletismo. Encontra-se situado no Parque Lamera. As diferentes zonas do edifício utilizam-se para diversas atividades, por um lado encontra-se a sala de exposições e conferências "Nestor Basterretxea" e por outro há um restaurante que acolhe o espaço central do edifício. No lado oposto há um bar irlandês e uma cafetería.
- Casa consistorial

Situado na praça Sabino Arana foi erigido em 1732. Em sua fachada podem-se observar dois relógios solares e é também considerado Monumento Histórico Artístico.
- Casa Kikunbera

Podêmo-la catalogar dentro do "Racionalismo Basco". É um edifício cuja estrutura nos recorda à de um barco e foi declarada Monumento Histórico Artístico em 1995.
- Batzoki

É uma construção de estilo modernista, obra de Pedro Ispizua.

### Igrejas e Monumentos

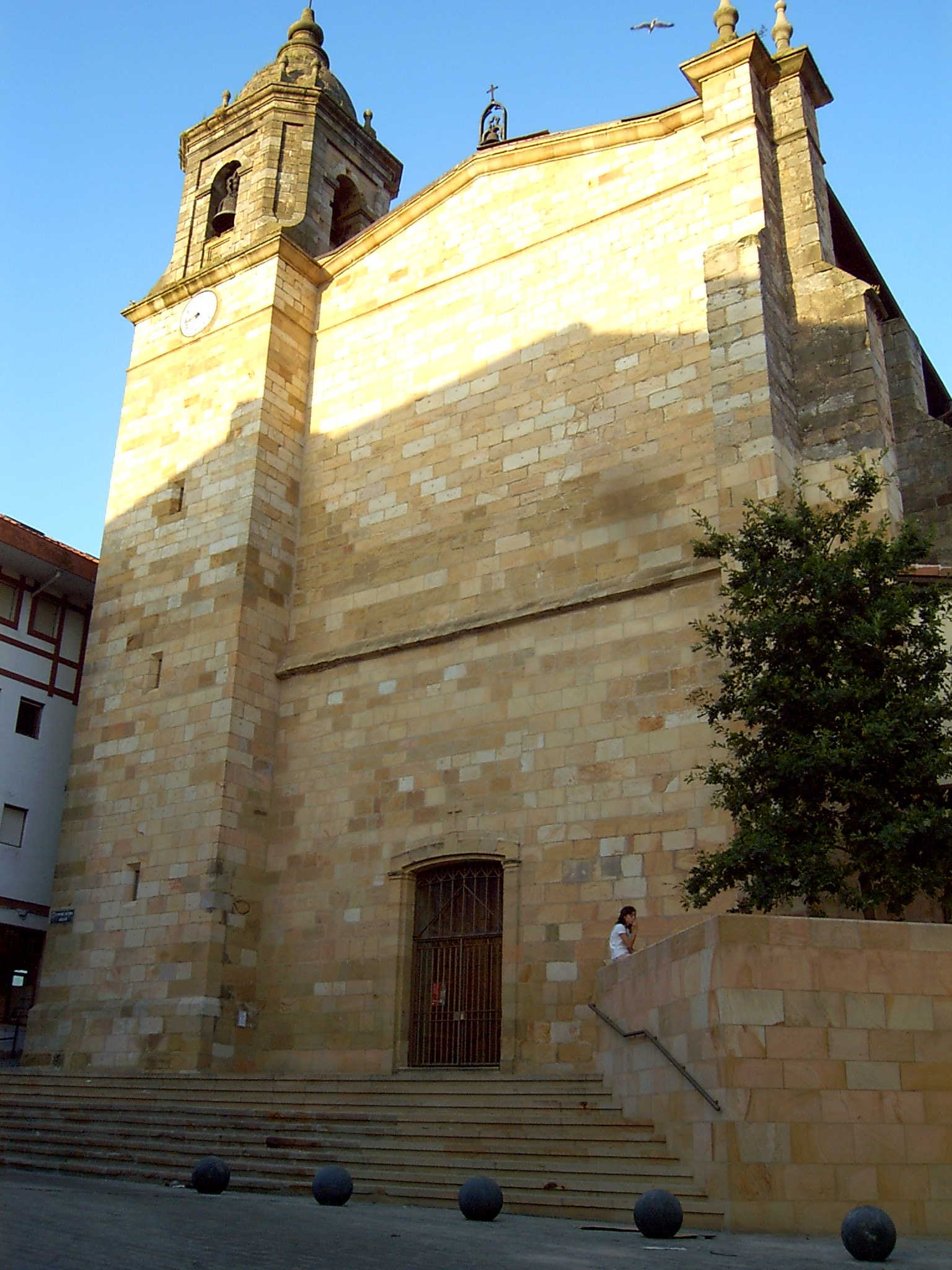
Igreja de Santa Eufémia

- Convento e Igreja de San Francisco

O convento de San Francisco acha-se extramuros desde o 30 de janeiro de 1357. O convento forma-se de uma igreja gótica, um claustro e a residência. Anos mais tarde o papa quis fechar o convento mas sem resultados.
Igreja: Trata-se de um retângulo de 12 m de largura por 48 m de longo e 21 m de altura, de uma só nave gótica do século XVI. A nave de sete trechos com abóbadas de cruzeiro simples com capelas dos lados. O seu retábulo é barroco. No coro há um grande órgão do ano 1914 e uma roseta de pequenas dimensões. A igreja tem uma longa história já que foi queimada no século XIX pelos ingleses e reconstruído.
Claustro: É um quadrado(14x14)m, e é o elemento mais destacável do recinto. Mais antiga que a igreja é o elemento mais antigo e o mais belo.O jardim que simula o Éden está cercado por uma bicha de arcos ogivais. Em vez de abóbadas tem simples vigas de madeira que suportam o peso dos andares superiores.Durante os séculos a residência modificou-se para exercer de quartel, escola náutica, julgado... e no claustro costumava ter o mercado de víveres. Recentemente foi comprado pela prefeitura e renovou-se. Agora é onde se dão classes de catequese.
- Igreja de Santa Eufémia

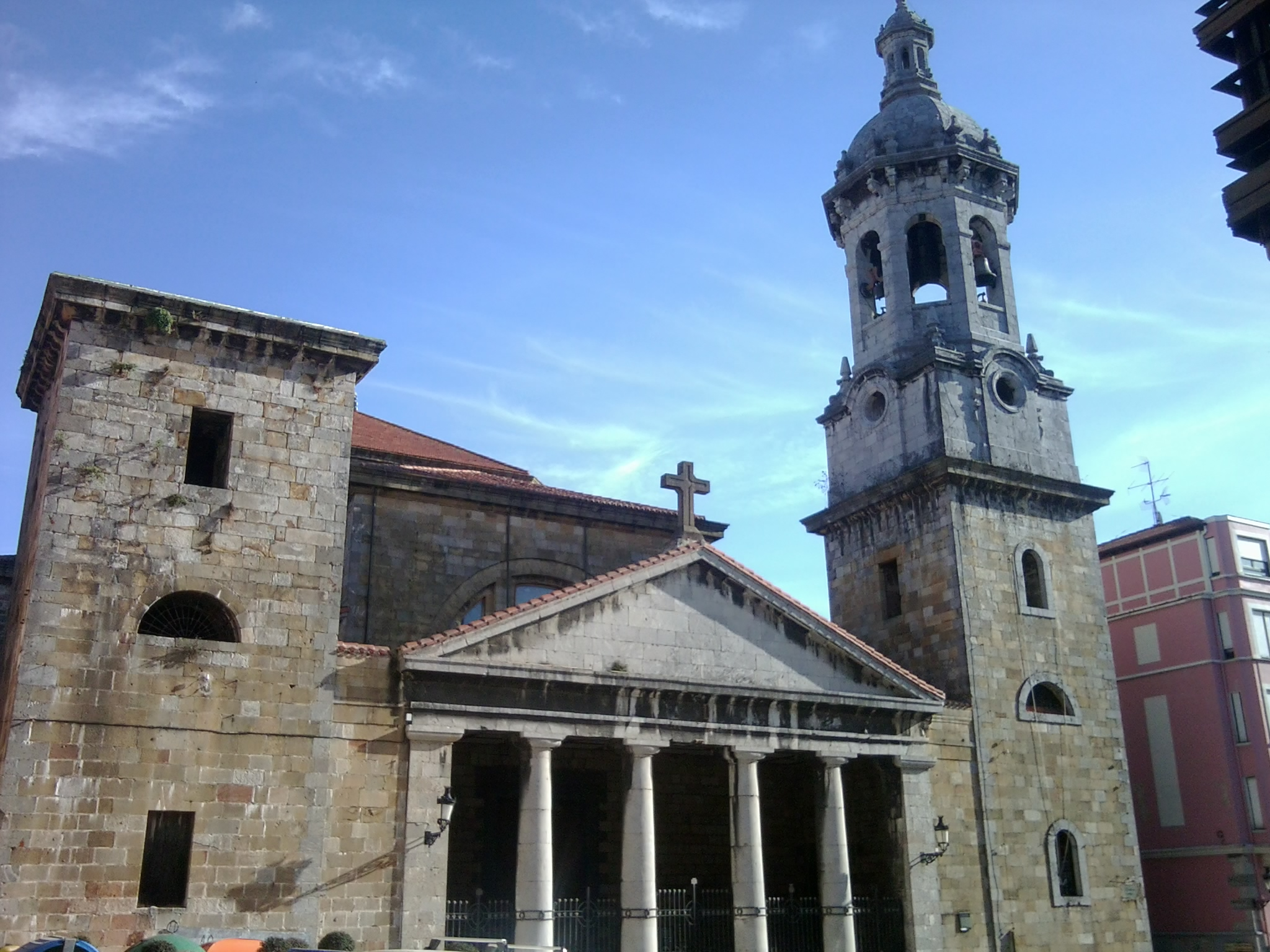
Igreja Santa Maria de la Asunción

Situada junto ao porto velho da vila, é a igreja mais antiga e ademais a mais importante, pois os antigos reis viajavam ali para jurar, portanto é uma igreja de juramentos, daí a importância.
Do século XIII pensa-se que fundou-se ao mesmo tempo que a vila por que os fiéis o precisavam. Suas dimensões são de comprimento 26 m, de largura 12 m, e de altura cerca de 20 m. Dispõe de uma torre barroca do século XVIII e retábulo neogótico. Entre seu mobiliário cabe destacar o sepulcro dos Mendoza. Devido a vários incêndios que sofreu a vila o atual edifício é do século XV. A este se lhe acoplou um pórtico mas no ano 2000 se derrubou numa reforma da igreja para que esta conservasse o seu aspeto original, ou seja, sem pórtico.
- Igreja de Santa María da Asuncíón

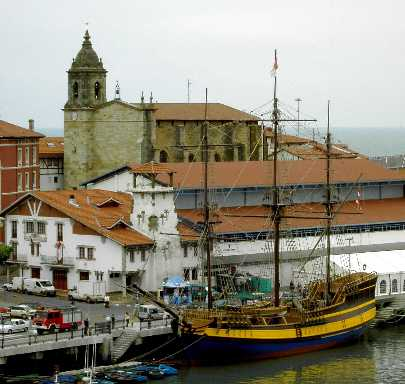
Igreja de Santa Eufemia e baleeiro "Aita Guria".

Trata-se da igreja mais nova de Bermeo, construída em meados do século XIX pelo arquitecto Silvestre Pérez.
Esta se construiu já que sua predecessora a igreja Santa María da Devasta devido a um muito mau estado de conservação, se teve que destruir, e devido à grande quantidade de fiéis de Bermeo as outras duas igrejas não podiam os albergar a todos.
Iniciadas suas obras em 1823 e ainda que terminaram em 1858 não o inauguraram até 1866, ainda assim não estava completada nem por dentro nem por fora com a pressa que tinham por substituir à velha igreja da Devasta. Por exemplo, a torre terminou-se em 1899.
O edifício é neoclássico, com duas torres aos lados, o lado direito tem um campanário o outro não se chegou a construir. Flanqueados pelas torres encontra-se o pórtico que se acede através de uma bicha de colunas que servem de base ao frontão triangular de em cima. Este edifício recorda mais a um templo romano ou grego que a uma igreja católica. A planta é de cruz grega com uma grande cúpula octogonal que arremata no centro. Entre os arcos que sujeitam a cúpula há quatro retábulos e na entrada aos lados há duas capelas.
- Santa Maria da Tala

Construída no ano 1310 e derrubada por seu mau estado no século XVIII, foi construída na localização do atual hospital psiquiátrico. A igreja Santa Eufémia já não podia albergar à crescente cidade da época do século XIII que estava em seu auge decidiram edificar uma nova igreja maior que Santa Eufémia localizada na Atalaya. Uma igreja de grandes proporções de três naves com duas torres na fachada.
- Porta de San Juan

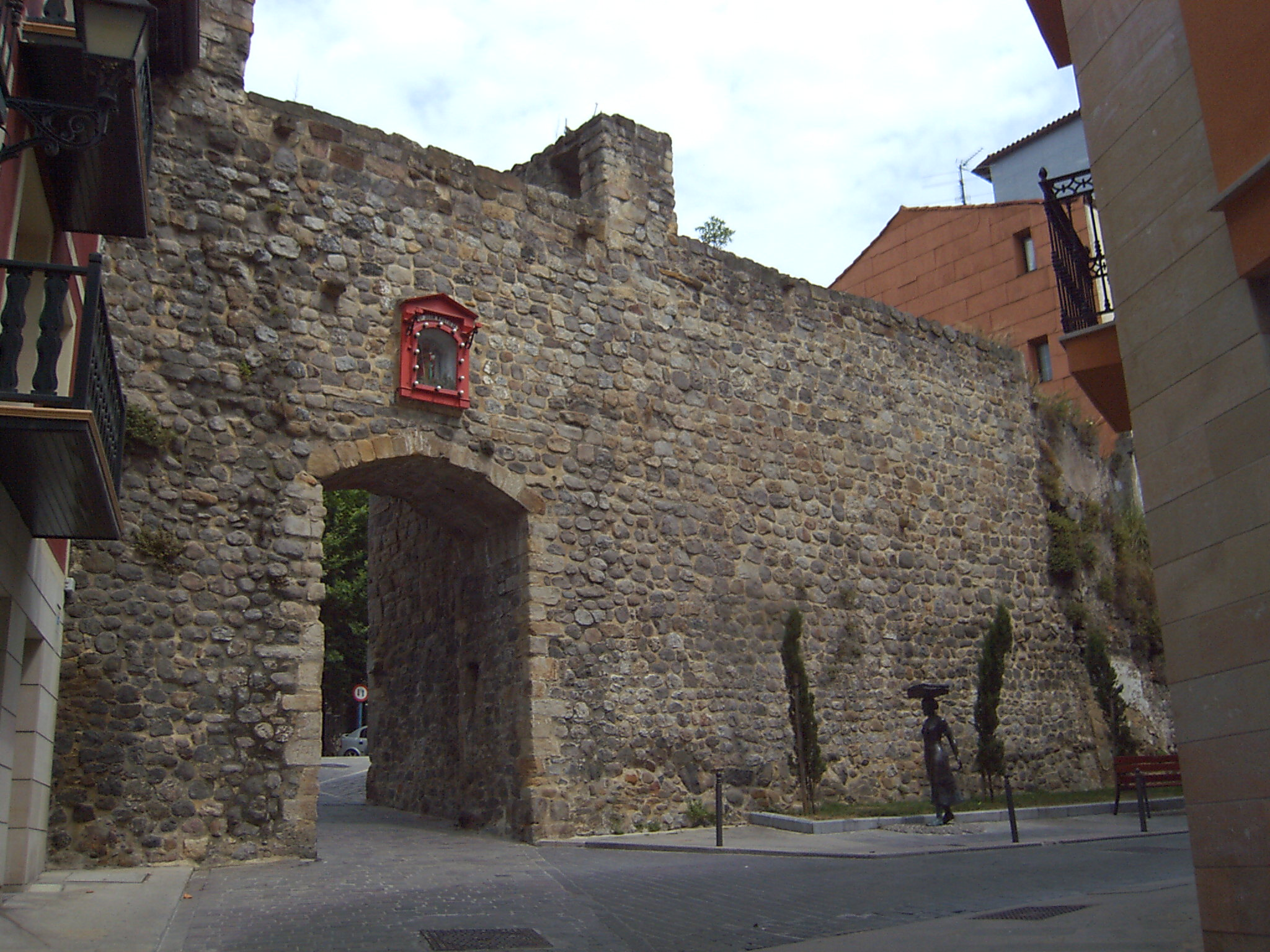
Porta de San Juan

No século XIV, época de maior esplendor de Bermeo, a vila se amuralhou para sua defesa. Esta muralha com sete portas das que só se conserva esta. São chamativos sua estrutura e a largura do muro.
Outros
Existem diversas esculturas em homenagem a artistas, a personagens importantes para a vila, os marinheiros e os agricultores.
- "O Regresso" : Escultura em homenagem aos marinheiros da vila, situada no berço do farol verde.
  - "Homenagem ao pintor Benito Barrueta": Escultura erigida em devasta-a.
  - "Regressam": Trata-se de umas esculturas que representam a uma família vendo o horror vivido em 12 de agosto de 1912 na localidade, devido a uma tempestade muito violenta. A obra está situada na praça Torrontero.
  - "Os Baserritarras": Trata-se de um par de figuras que comemoram as visitas que os agricultores faziam à vila procurando vender as colheitas. Estão construídas em homenagem a eles e seu labor. Encontra-se na praça Taraska.
  - "Homenagem à batalha de Matxitxako": Trata-se de uma escultura erigida nas imediações de San Juan de Gaztelugatxe.
  - "A Onda": Obra do escultor Nestor Basterretxea, dedicada à vila de Bermeo e a seus cidadãos. Encontra-se no Porto Velho.
  - "Xixili": Figura da bela sereia popular na localidade. Encontra-se no cais que tem o seu mesmo nome e que dá entrada ao porto de Bermeo.
  - "Vendedoras de Pescado": Esculturas dedicadas ao labor que as mulheres vendedoras de pescado realizavam. Encontra-se cerca do Arco de San Juan.
  - "A última onda, o último respiro": Escultura de Enrike Zubia, situada no Porto Velho.
  - "Escultura Alonso Ercilla": Busto dedicado a Alonso de Ercilla. Autor da "Araucana" cujos pais eram de Bermeo.
  - Cosmogonia basca: Conjunto de esculturas do artista Nestor Basterretxea. Encontra-se no Parque Lamera.